# نهائي كأس الجزائر 2007
نهائي كأس الجزائر 2007 هي المباراة النهائية من منافسة كأس الجزائر 2006–07، أقيمت المباراة في 28 يونيو 2007، في ملعب 5 جويلية 1962، بين فريقي نادي مولودية الجزائر، واتحاد الجزائر، وفاز فيها نادي مولودية الجزائر، بعد أن هزم اتحاد الجزائر، بنتيجة 1 - 0.

## تفاصيل المباراة
لعبت المباراة النهائية في 28 يونيو 2007.
| نادي مولودية الجزائر | 1 -0 | اتحاد الجزائر |
| -------------------- | ---- | ------------- |
|                      |      |               |